# Hebert Alférez
Hebert Efraín Alférez Popoca (ur. 4 czerwca 1988 w Cancún) – meksykański piłkarz występujący najczęściej na pozycji napastnika lub ofensywnego pomocnika, obecnie zawodnik Atlante.

## Kariera klubowa
Alférez jest wychowankiem akademii juniorskiej zespołu Club Atlas z siedzibą w Guadalajarze. Do pierwszej drużyny Atlasu został włączony wiosną 2006 przez trenera Daniela Guzmána, jednak w Primera División de México zadebiutował dopiero za kadencji argentyńskiego szkoleniowca Rubéna Omara Romano – 1 października 2006 w zremisowanym 1:1 meczu z Santos Laguną. Zmienił wówczas w 86 minucie Manuela Péreza. Do końca rozgrywek Apertura 2006 pojawił się na ligowych boiskach jeszcze trzykrotnie, we wszystkich spotkaniach w roli rezerwowego.
Po nieudanym sezonie Clausura 2007 (wystąpił wówczas przez 10 minut w konfrontacji z Veracruz) Alférez został wypożyczony do drugoligowej drużyny Dorados de Sinaloa. Podczas roku spędzonego w zespole z siedzibą w mieście Culiacán młody zawodnik w 26 meczach strzelił dwa gole (w spotkaniach z Tijuaną oraz Leónem).
Po powrocie do Atlasu Alférez wystąpił w pierwszym międzynarodowym turnieju w karierze – SuperLidze. Zagrał wówczas w dwóch ostatnich spotkaniach fazy grupowej. Premierową bramkę dla drużyny Atlasu gracz zdobył 14 listopada 2009 w wygranym 3:2 meczu ligowym z Jaguares, strzelając w 55 minucie gola na 1:1. Wiosną 2010, w sezonie Clausura, Alférez zanotował 5 trafień w 13 meczach Primera División, zostając drugim najlepszym strzelcem drużyny w sezonie Bicentenario, zaraz za Miguelem Zepedą.
Latem 2011 Alférez podpisał kontrakt z chorwackim zespołem HNK Rijeka, dołączając do innych byłych piłkarzy Atlasu grających w tej drużynie – Carlosa Gutiérreza i Luisa Delgadillo. W chorwackiej Prvej Lidze zadebiutował 19 sierpnia 2011 w zremisowanym 0:0 spotkaniu wyjazdowym z NK Lokomotiva, natomiast jedynego gola w Rijece zdobył 11 września tego samego roku w ligowej konfrontacji z NK Zadar, zakończonej wynikiem 4:4.
Wiosną 2012 Alférez powrócił do Meksyku, zostając graczem tamtejszego Atlante FC z siedzibą w mieście Cancún.
| Sezon     | Klub               | Kraj      | Rozgrywki        | Mecze | Bramki |
| --------- | ------------------ | --------- | ---------------- | ----- | ------ |
| 2005/2006 | Club Atlas         | Meksyk    | Primera División | 0     | 0      |
| 2006/2007 | Club Atlas         | Meksyk    | Primera División | 5     | 0      |
| 2007/2008 | Club Atlas         | Meksyk    | Primera División | 0     | 0      |
| 2008/2009 | Dorados de Sinaloa | Meksyk    | Liga de Ascenso  | 26    | 2      |
| 2009/2010 | Club Atlas         | Meksyk    | Primera División | 22    | 6      |
| 2010/2011 | Club Atlas         | Meksyk    | Primera División | 20    | 0      |
| 2011/2012 | Club Atlas         | Meksyk    | Primera División | 1     | 0      |
| 2011/2012 | HNK Rijeka         | Chorwacja | Prva Liga        | 8     | 1      |
| 2011/2012 | Atlante FC         | Meksyk    | Primera División |       |        |